# 東京学派
東京学派（とうきょうがくは）は、東京大学を中心とする学派である。
基本的に京都学派や京都大学を中心とする学派に対置する形で想定され、主に歴史学や憲法学において用いられるが、一部社会学においてもみられる。日本の憲法学では、憲法の解釈をめぐり、東京学派と京都学派#京都学派（憲法学）（憲法学会）が二大学派となっている。
東京大学に所属する研究者たちは、国際的認知度の点で東京学派は京都学派に追い付けていないと考えている。

## 東洋史学
東洋史学における東京学派には、戦前の文献学派と戦後の歴研派がある。

### 文献学派
1908年以降、東京帝国大学文学部東洋史学科を中心に文献学派と呼ばれるグループが形成された。その中心人物は白鳥庫吉であった。文献学派は邪馬台国論争において北九州説を支持し、畿内説を唱える内藤湖南らと議論を繰り広げた。

#### 誕生
1908年1月、東京帝国大学文科大学教授であった白鳥庫吉と後藤新平の個人的繋がりから設立された満洲朝鮮歴史地理調査部（略語「歴史地理調査部」）が、のちに東京文献学派と呼ばれる潮流を形作ったとされる。この歴史地理調査部には、後藤新平の支援により、日本における文献学的な東洋学の基礎作りをめざし発足した。部長を務めた白鳥庫吉のほか、津田左右吉（東洋史）、池内宏（東洋史）、松井等（東洋史）、箭内亘（東洋史）ら創成期の東洋史学者が多数参加した。1910年に、白鳥庫吉は「倭女王卑弥呼考」を著して「邪馬台国北九州説」を主張し、当時は「東の白鳥庫吉、西の内藤湖南」、「実証学派の内藤湖南、文献学派の白鳥庫吉」と並び称せられた。こうした基礎の上に、白鳥庫吉を始祖とする文献学派は徐々に形成されていった。歴史地理調査部は、1914年に消滅し、のちに東京帝国大学文科大学（のちに東京大学文学部と改称）に移管され、調査事業が継承され、学派の拠点となっている。

#### 沿革
狭義的な東京文献学派の盛衰は、概ね白鳥庫吉と彼の直弟子たちが活躍した時期と重なる。中国の学者甘文傑の分類に従えば、狭義の東京文献学派の歴史は三つの時期あるいは三つの世代に区分できる。

##### 第1期（1908年-1925年）
歴史地理調査部の創設から、その成果である『満鮮地理歴史研究報告』の刊行と1925年に東京帝国大学における東洋史学の基礎を築いた白鳥庫吉の定年退官まで。この時期の調査活動は、基礎研究としては重要であったが、満鉄の活動へどれだけ寄与したかは疑問である。この時期の特徴は、歴史地理調査部と東京帝国大学文科大学東洋史学科にて、日本における文献学的な東洋学の基礎作りおよび実証主義的（考証的）な中国・満蒙・朝鮮の東洋古代史研究の基礎を確立したとともに、資料の蒐集にも重視した。この時期の主なメンバーとしては、白鳥庫吉と彼の弟子津田左右吉、池内宏、松井等、箭内亘、橋本増吉、重松俊章、原田淑人、清水泰次、石田幹之助、和田清らが挙げられる。多くの代表者は、白鳥庫吉に直接師事し、彼から多くの影響を受けていることは、特筆すべきだろう。第1世代は、東洋史学の実証的方法を提唱して多くの成果を挙げた。  

##### 第2期（1926年-1941年）
1925に白鳥庫吉が定年退官を迎え、彼の弟子池内宏・加藤繁・和田清らが、新しい東洋史学科の中心になるとともに、学派の指導的地位に立つことになる。この時期は、日本の中国経済史・社会史研究が本格化する時期である。その研究は、資料や統計に基づいた「考証」を重視して緻密かつ着実な論証を重視した。また第1世代に位置する（より正確には第1世代と第2世代の双方にまたがって活躍した）池内宏・加藤繁・和田清が、朝鮮古代史の乏しい資料の中で花郎の研究、また慶長の役などの全体像を描き出すことに尽力したこと、明清における中国の周辺地域、特に元滅亡後のモンゴルについての研究および加藤をきっかけとして日本の中国経済史・社会史研究が本格化することでも知られている。この時期の主なメンバーとしては、池内宏、加藤繁、和田清と彼らの弟子黄現璠、松田壽男、前嶋信次、江上波夫、増井経夫、三上次男、周藤吉之、日野開三郎、山本達郎、田坂興道、岸辺成雄、榎一雄、矢沢利彦、前田直典らが挙げられる。そして、東洋史学分野における東京文献学派はその黄金期を迎えることになる。

##### 第3期（1942年-1951年）
池内宏、加藤繁より1世代若かった和田清と前田直典は戦時下の両者退官後の東洋史学科を支えるとともに、学派の指導的地位に立つことになる。第2世代加藤繁・和田清・前田直典の教え子で東京大学文学部東洋史学科の卒業生およびスタッフとなった西嶋定生、山田信夫、山根幸夫、神田信夫、護雅夫、荒松雄、田中正俊、堀敏一が、この学派の第3世代を構成した。東洋史学を中心とする戦後の第3世代に、中国史を中心とする東洋史研究の訓練を受けつつ、西アジア・中央アジア方面に目を広げた護雅夫らは、日本の中央アジア史やイスラーム研究の祖ともいえるべき存在となっている。この時期に、西嶋定生、周藤吉之、堀敏一などが戦後東京学派を代表する研究者として活躍した。

#### 戦後歴研派との関係
中国の学者甘文傑は、文献学派と歴研派の異同について以下のように指摘した。

##### 相違点
- 東京文献学派は、東京帝国大学期の白鳥庫吉を創始者とし、一方、東京学派は戦後の東京大学期の前田直典、西嶋定生を創始者とした。
- 白鳥庫吉を代表とする東京文献学派は、邪馬台国論争の中で、実証主義と古文献に基づき、「史料批判」或「文献批判」的観点から 「邪馬台国北九州説」を主張した。白鳥庫吉の九州説に対して、時を同じくして同時期の内藤湖南を代表とする京都実証学派は、実証主義に基づき、独特の文化史観から、「卑弥呼考」を著し畿内説を主張し、激しい論争を戦わせた。内藤の論の代表的なものとして、中国史の時代区分を唐と宋の間を持って分けるというものがある。内藤は秦漢時代を上古と規定し、後漢から西晋の間を第一次の過渡期とし、五胡十六国時代から唐の中期までを中世とする。そして唐の後期から五代十国時代を第二の過渡期とし、この時代をもって大きく社会が変容したとする。一方、内藤の弟子宮崎市定を代表とする京都学派の研究姿勢は、内藤湖南の提唱した唐宋変革論を受け継ぎ、四時代区分法を中心に中国史の研究を展開し、大戦後には、「時代区分論争」の中で、東京大学に本拠を置く歴史学研究会の唯物史観を基にした前田直典、西嶋定生を代表とする東京学派の独特的な中国史時代区分法との間で激しい史学論争が行われた。
- 東京文献学派は、理論上が実証主義に基づき、史料批判による科学的な立場に立って、レオポルト・フォン・ランケ（Leopold von Ranke）や ルートヴィヒ・リース（Ludwig Riess）に拠っていた。一方、東京学派は、理論上が「民主主義的な、世界史的な立場」に立って、マルクス主義史観に拠っていた。これは、両者の最大の相違点であるという。
- 東洋史（中国史を中心とする東アジア史の複合する歴史分野）分野における東京文献学派の代表学者たちは、戦前以来の歴史地理調査部、東京大学文学部東洋史学科、東方文化学院、東京大学東洋文化研究所、東洋文庫など東洋史系教育と研究機関を拠点として活動し、一方、中国史分野における東京学派の代表学者たちは、戦前以来の庚午会、歴史学研究会など歴史系学会を拠点として活動した。

##### 共通点
- 研究方法上（実証主義と文献に基づき）と研究対象上（中国史を中心とする東洋史）は、東京文献学派と東京学派が同じ点がある。[4]

#### 主な研究者と業績
- 白鳥庫吉:『朝鮮史研究』、『塞外民族史研究』、『西域史研究』、『アジア史論』(『白鳥庫吉全集』3-9巻, 1969年-1971年）
- 津田左右吉:『新撰東洋史』(1901) 、『朝鮮歴史地理』(1913) 『儒教の研究』( 全3巻、1950年-1956年)
- 池内宏:『満鮮史研究』(全5巻、1951年-1979年)
- 松井等:『支那現代史』(1924年)、『東洋史精粹』(1931年)
- 箭内亘:『モンゴル史研究』(1921年)
- 橋本増吉:『支那古代暦法史研究』（1943年）
- 重松俊章:『新説東洋史』(1933年）
- 加藤繁:『支那経済史考證』(全2巻、1952年)
- 和田清:『中国史概説』(1950年-1951年)、『東洋史』(1956年)
- 原田淑人:『東亜古文化論考』(1962年)、『唐代の服飾』(1970年)
- 清水泰次:『東洋史綱要』(1949年)、『東洋史原論』(1950年)
- 石田幹之助:『唐史叢鈔』(1948年)
- 黄現璠:『唐代社会概略』（1936年）、『宋代太学生救国運動』（1936年）、『中国文化史』（1943年）、『中国殷代社会史』(1950年)、『中国封建社会史』(1952年)、『中国歴史に奴隷社会がない論』（1981年）、『チワン族通史』(共著、1988年)
- 松田壽男:『砂漠の文化　中央アジアと東西交流』(1966年)
- 前嶋信次:『イスラムの文化圏　回教の文化』(1962年)
- 江上波夫:『騎馬民族国家』(1967年)
- 増井経夫:『中国の歴史と民衆』(1972年)
- 三上次男:『金史研究』(全3巻、1970年-1972年)
- 周藤吉之:『中国土地制度史研究』(1954年)、『唐宋社会経済史研究』(1965年)、『清代東アジア史研究』(1972年)
- 日野開三郎:『唐代邸店の研究』(1968年)
- 山本達郎:『安南史研究』(1950年)
- 岸辺成雄:『唐代音楽の歴史的研究』(1960年-1961年)
- 榎一雄:『東西文明の交流　図説中国の歴史12』(1977年)
- 矢沢利彦:『東西文化交渉史』(1997年)
- 前田直典:『元朝史の研究』(1973年)
- 西嶋定生:『中国古代帝国の形成と構造』(1961年)、『中国経済史研究』(1966年)、『中国古代国家と東アジア世界』(1983年)
- 山田信夫:『ウイグル文契約文書集成』(1993年)
- 山根幸夫:『明代中国の歴史的位相』(全2巻、2007年)
- 神田信夫:『清朝史論考』(2005年)
- 護雅夫:『古代トルコ民族史研究』(全3巻、1967年、1992年、1997年)
- 荒松雄:『インド史におけるイスラム聖廟 宗教権威と支配権力』(1977年)
- 田中正俊:『中国近代経済史研究序説』(1973年))
- 堀敏一:『東アジア世界の形成』(2006年)

### 歴研派
戦後の歴研派は、歴史学研究会に所属する東洋史学者らによる学派で、中心人物は前田直典、西嶋定生。中国史時代区分論争において、宋以後中世説を支持し、宋以後近世説を支持する宮崎市定ら京都学派と議論を繰り広げた。